# Paphiopedilum venustum
Paphiopedilum venustum är en orkidéart som först beskrevs av Nathaniel Wallich och John Sims, och fick sitt nu gällande namn av Ernst Hugo Heinrich Pfitzer. Paphiopedilum venustum ingår i släktet Paphiopedilum och familjen orkidéer. Inga underarter finns listade i Catalogue of Life.

## Bildgalleri

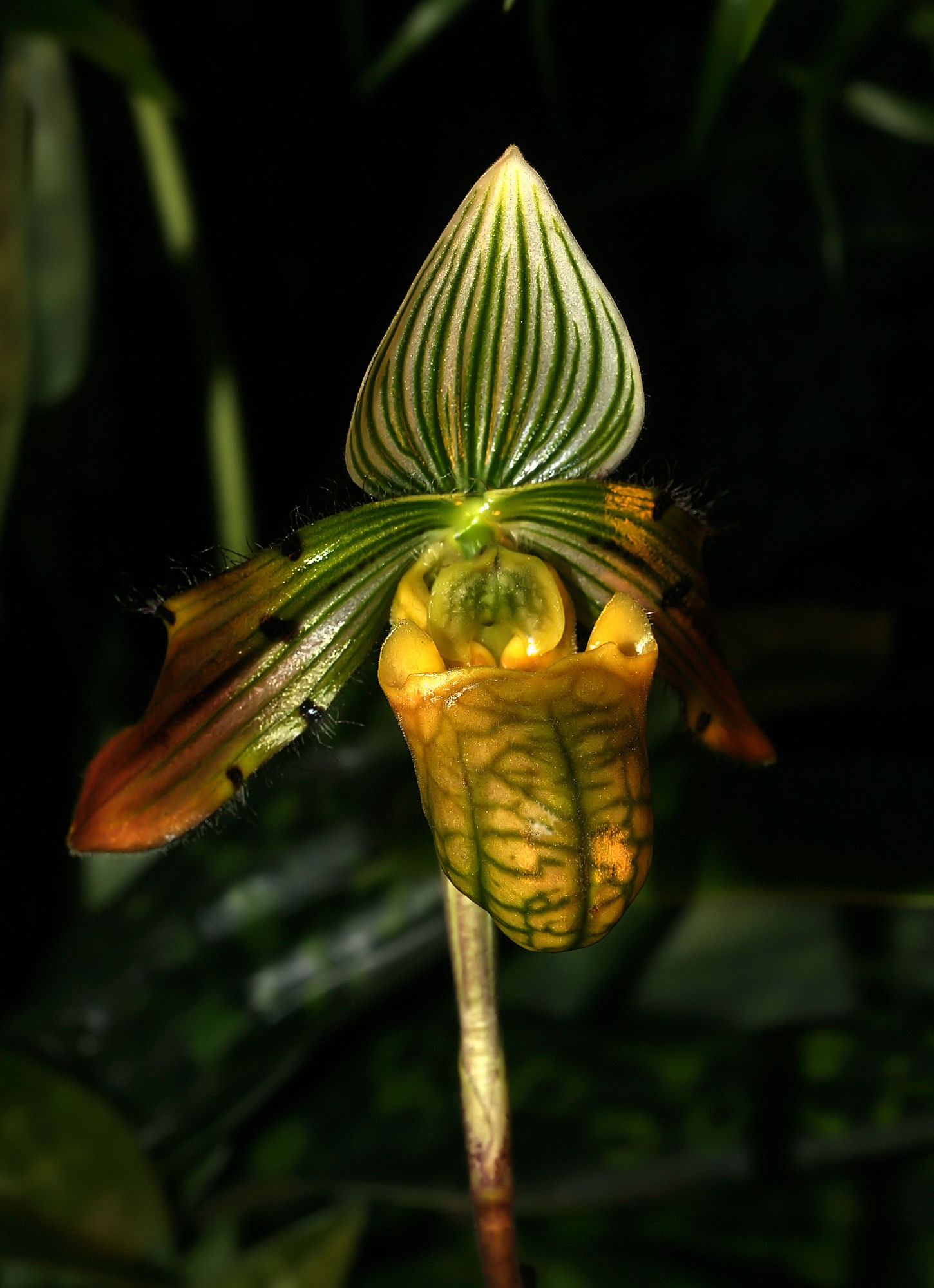
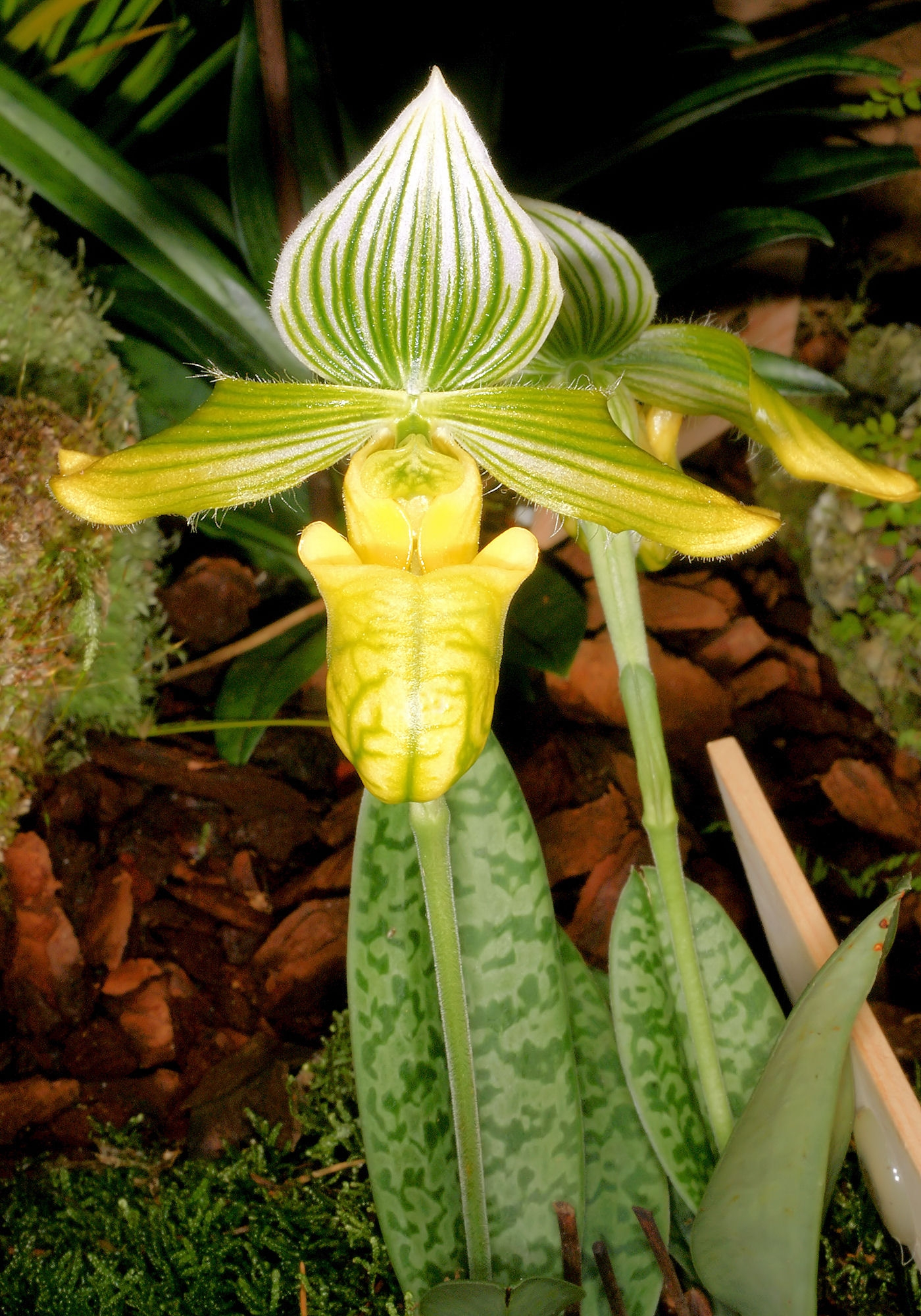
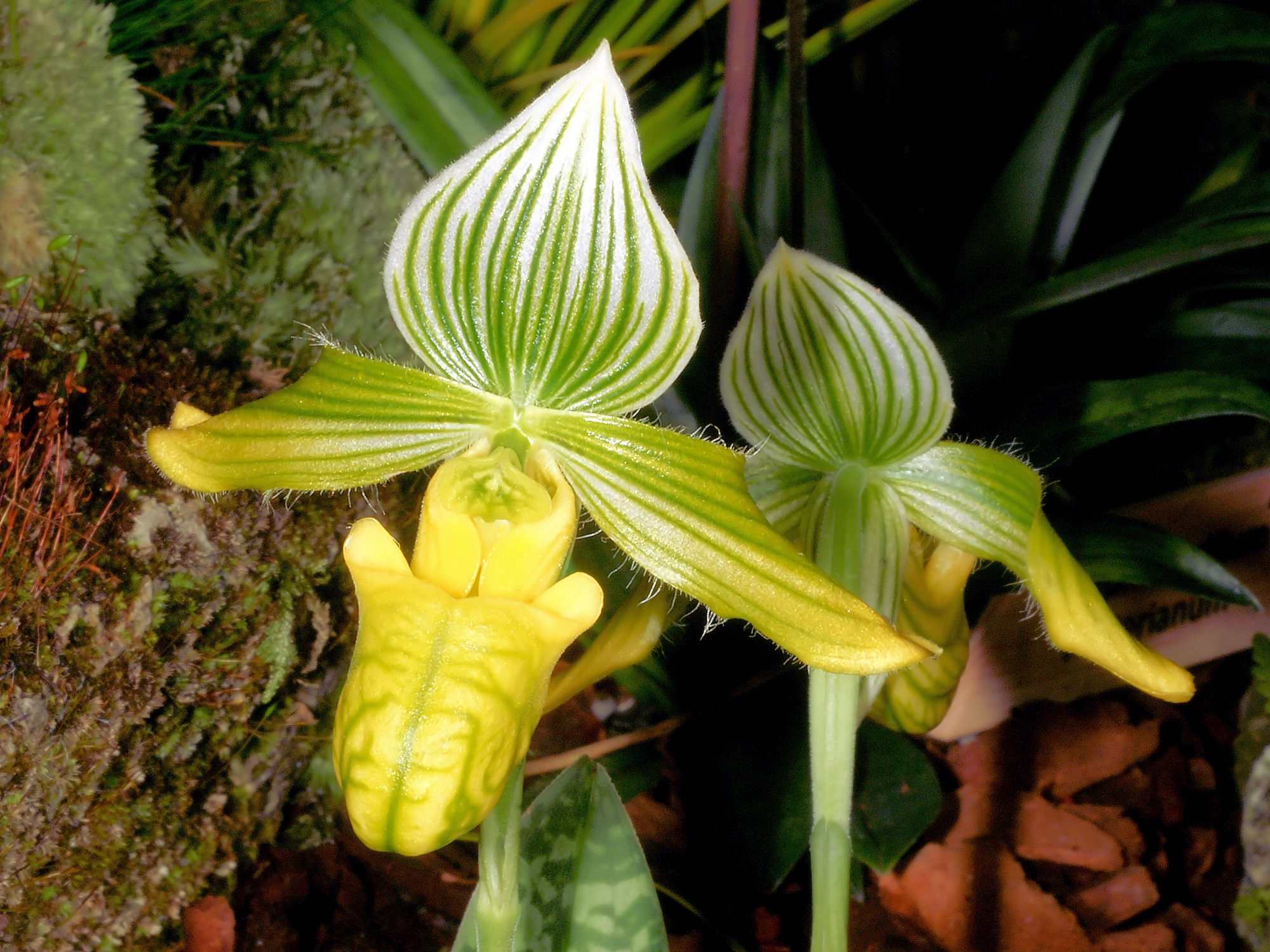
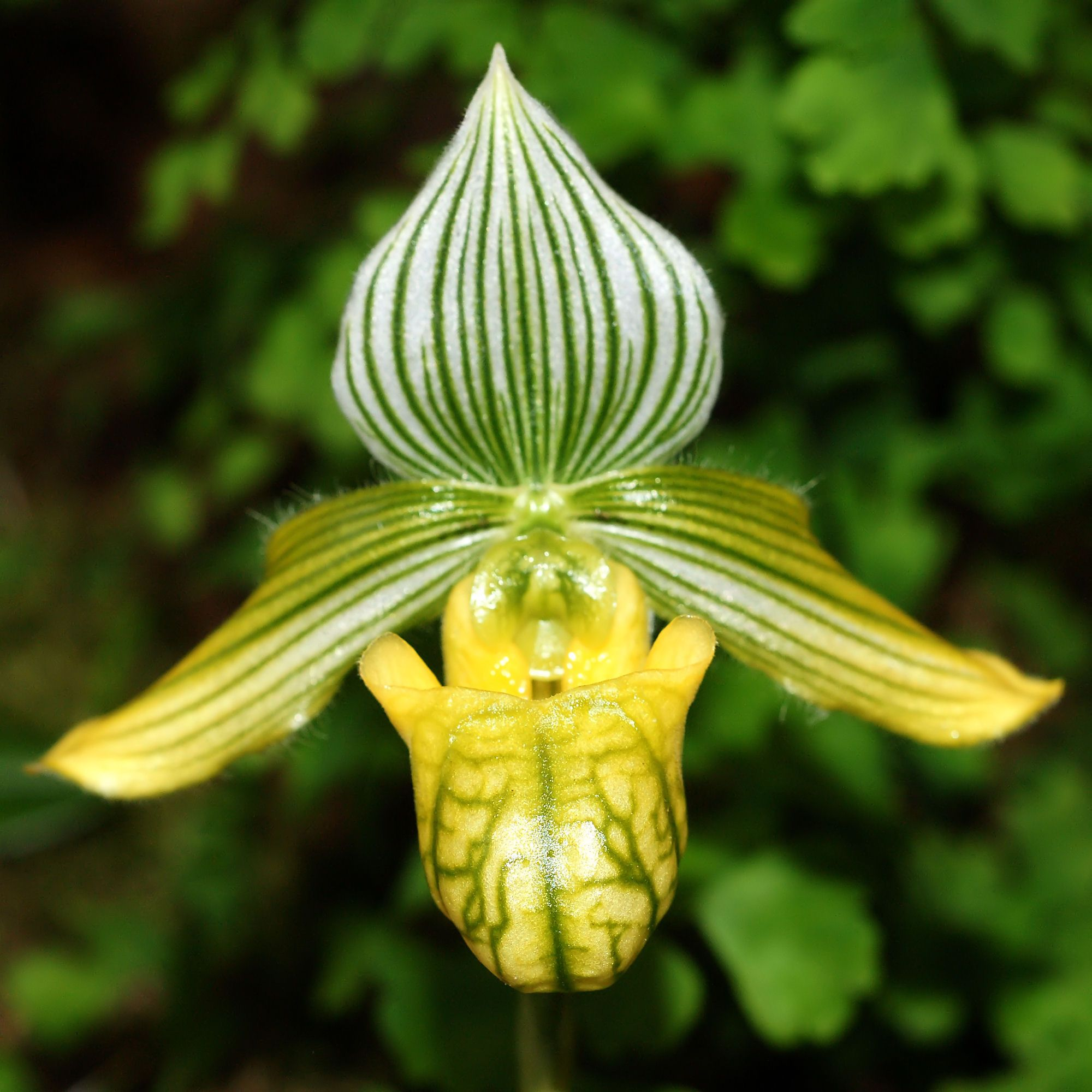
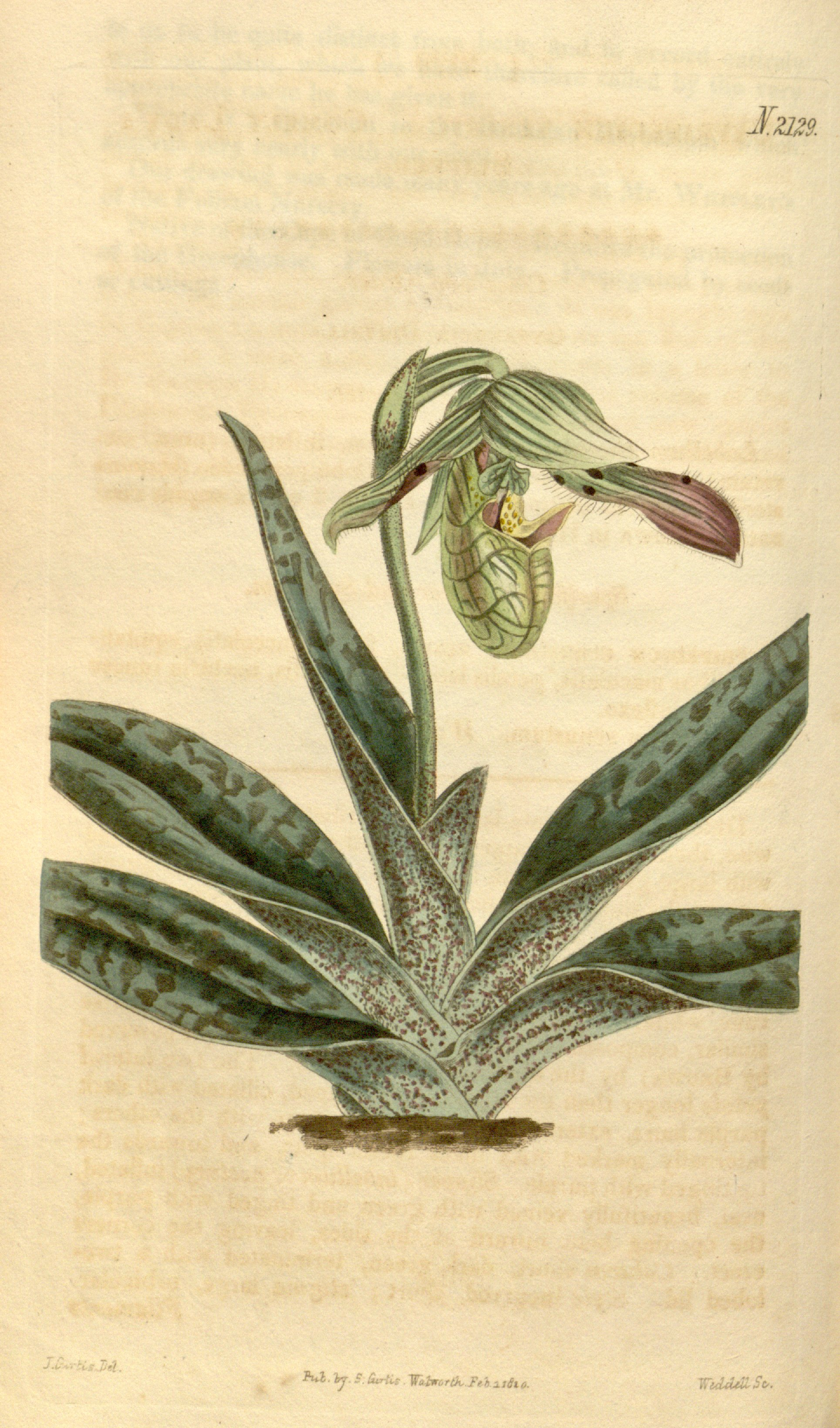
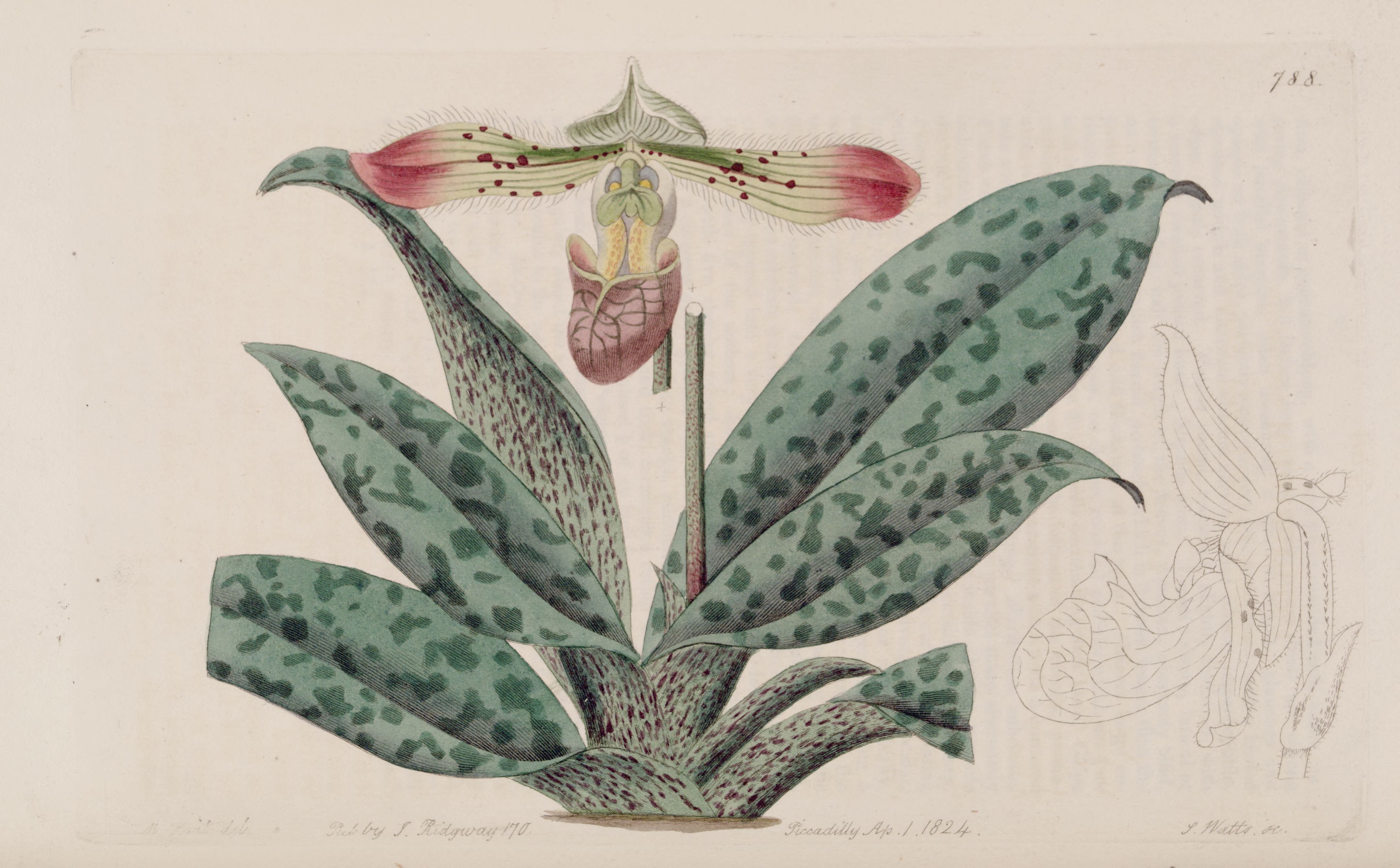